# Aphelandra glabrata
Aphelandra glabrata là một loài thực vật có hoa trong họ Ô rô. Loài này được Willd. ex Nees mô tả khoa học đầu tiên năm 1847.